# Etnonym
Etnonym fra græsk: ἔθνος (tr. ethnos), dansk: nation og græsk:  ὄνομα (tr. ónoma), dansk: navn) er navnet, der anvendes om en given etnisk gruppe. Etnonymer kan opdeles i to kategorier: exonymer (hvor navnet på den etniske gruppe er blevet skabt af en anden gruppe af mennesker) og endonymer eller autonymer (hvor navnet er oprettet og anvendes af den etniske gruppe selv).
Navnet tyskere er et eksempel på etnonym for den etnisk dominerende gruppe i Tyskland. Etnonymet tyskere, der anvendes i Danmark, er et exonym. På engelsk benyttes betegnelsen Germans, der, ligesom det danske er etnonym og exonym, på trods af at "Germans" har rod i det latinske "Germania". Omvendt bruger tyskerne selv endonymet die Deutschen.
Tyskerne betegnes med exonymer på mange europæiske sprog som italiensk Tedeschi, fransk Allemands, spansk Alemanes og polsk niemcy.